# Achnatherum bromoides
Achnatherum bromoides, deutsch auch als Kurzgranniges Pfriemengras bezeichnet, ist eine Pflanzenart aus der Gattung Achnatherum innerhalb der Familie der Süßgräser (Poaceae).

## Beschreibung

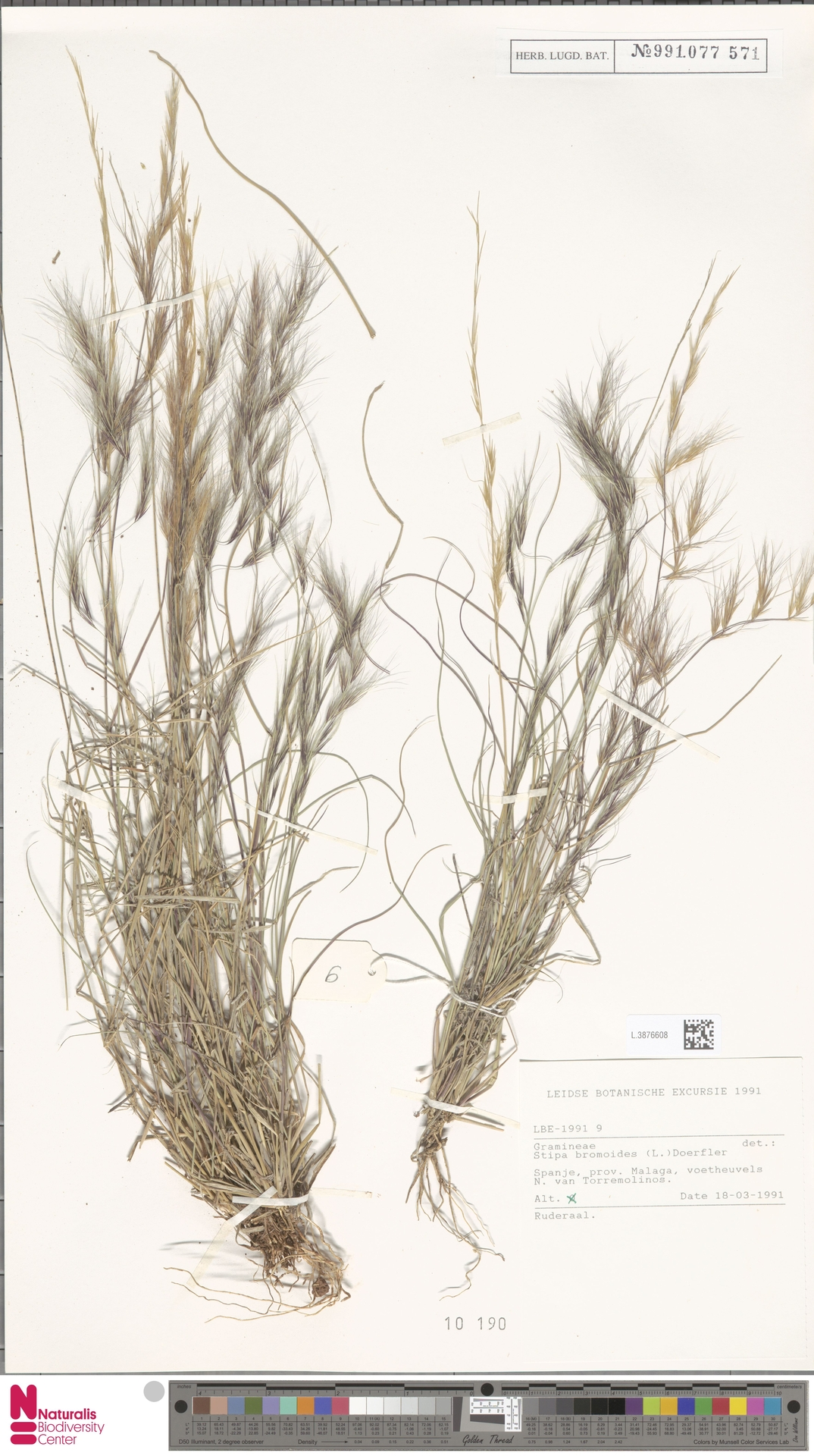
Herbarbeleg (Bitte keine Pflanzenteile aus Naturbeständen entnehmen!)

### Vegetative Merkmale
Das Kurzgrannige Pfriemengras (Achnatherum bromoides) ist eine mehrjährige krautige Pflanze, die Wuchshöhen von etwa 1 Meter erreicht. Sie besitzt ein kriechendes Rhizom. Die oberirdischen Pflanzenteile sind kahl.
Die Ligula ist unscheinbar. Die Blattspitzen sind grau-grün, gerollt und fadenförmig, ihre Oberseite ist rau.

### Generative Merkmale
Die Blütezeit reicht von Mai bis August. Der rispige Blütenstand ist verlängert, erreicht bis zu 30 Zentimeter und besitzt nur wenige Ährchen. Die beiden Hüllspelzen sind mehr oder weniger gleich, weiß-grün, lanzettlich und dreinervig. Die Deckspelze ist im unteren Teil dicht angedrückt behaart und 6 bis 8 Millimeter lang. Die Granne ist rau, gerade, nicht gekniet und nicht gedreht und 12 bis 18, selten bis zu 24 Millimeter lang.
Die Chromosomenzahl beträgt 2n = 18 oder 24. Es wird auch die Zahl 2n = 28 genannt.

## Vorkommen
Achnatherum bromoides kommt von Ungarn und dem Mittelmeerraum bis zum Iran vor. Die Art wächst in offenen Gebüschen, Macchien sowie auf Felsstandorten. Sie fehlt in Deutschland, Österreich und der Schweiz. In Südtirol wurde sie an Kalkfelsen bei Mezzocorona gefunden, ist aber dort verschollen. Sie kommt am Gardasee zwischen Malcesine und Torbole vor, außerdem bei Bozen. In Slowenien ist sie selten. Bei Triest hat sie ihr nördlichstes Vorkommen im Adria-Gebiet.

## Systematik
Die Erstveröffentlichung erfolgte 1767 unter dem Namen Agrostis bromoides L. durch Carl von Linné in Mantissa Plantarum, 1, S. 30. Die Neukombination zu Achnatherum bromoides (L.) P.Beauv. wurde 1812 durch Ambroise Marie François Joseph Palisot de Beauvois in Essai d'une nouvelle agrostographie... S. 146–147, Tafel 6 veröffentlicht. Weitere Synonyme für Achnatherum bromoides (L.) P.Beauv. sind: Stipa bromoides (L.) Dörfl., Lasiagrostis bromoides (L.) Nevski, Aristella bromoides (L.) Bertol. Stipa aristella L.